# Du Kang
Du Kang (杜康), aussi appelé Shaokang (少康), est une figure semi-légendaire chinoise de la dynastie Xia (2100-1600 av.J.C.) considéré comme le « père des liqueurs chinoises » et déifié en dieu du vin et saint patron des brasseurs chinois et même japonais. Du Kang est parfois considéré comme un simple ministre de l'empereur jaune, étant plus un symbole national qu'un réel personnage historique.

## Biographie
On ignore ses années de vie et ses lieux exacts de résidence. Du Kang aurait découvert le breuvage alcoolisé par accident. Durant sa jeunesse, il oubliait souvent la viande qu'il pendait aux arbres comme il était courant à l'époque. Il remarqua ainsi qu'après un certain temps le goût de la viande avait changé et que son jus était devenu particulièrement délicieux. Il découvrit ainsi la technique de fermentation naturelle.
Il essaya plus tard de stocker des graines de sorgho dans un tronc d'arbre en hiver et constata qu'à l'été suivant, un arôme parfumé s'en dégageait. Il découvrit ainsi une façon de produire un alcool à base de sorgho.
Après avoir ouvert une distillerie à Zhenjiang, il aurait commencer la production et la vente de vin. Son fils Hei Ta (黑塔), alors employé dans l'entreprise familiale, aurait inventé le vinaigre de Zhenjiang (en). Ainsi, Du Kang et sa famille produisirent ce vinaigre de riz noir en ajoutant de l'eau à l'alcool de riz et en le laissant fermenter pendant 21 jours (une période qui est toujours respectée aujourd'hui par les fabriques de vinaigre de Zhenjiang).

## Postérité
Son nom devient même synonyme de bon vin, par exemple Cao Cao, général de la période des Trois royaumes, écrivait dans ses notes : « Ce qui peut éliminer ma mélancolie ? Seulement du Du Kang ». Le fameux poète Li Bai de la dynastie Tang aurait même effectué un voyage spécial dans le Yichuan pour marcher sur les traces de Du Kang.
Du Kang aurait ouvert une petite brasserie dans sa ville natale où serait un jour passé Liu Ling (en), l'un des Sept Sages de la forêt de bambous. Il serait écrit sur la façade de l'établissement : « Une tasse peut rendre un tigre féroce pendant un an, deux jarres peuvent endormir un dragon, si vous n'êtes pas ivre, vous pouvez boire gratuitement pendant trois ans ». Liu Ling goûte alors au vin de Du Kang qui boit avec lui. Après trois tasses, Liu Ling sent le monde tournait autour de lui, rentre titubant à sa maison et reste ivre pendant trois ans, selon la légende. Après cette période, Du Kang se rend à sa rencontre pour encaisser l'argent pour le vin mais on lui annonce que Liu Ling est mort depuis trois ans. À sa femme effondrée, il explique que son mari était certes ivre mais que ce n'est pas son vin qui l'a tué. Ils exhument son corps pour l'étudier et la première chose que dit Du Kang est « Quel bon vin c'était ! ». Cette histoire est une légende car les deux hommes n'ont pas vécu à la même époque mais à plus de 1000 ans d'écart. 
De nombreuses marques d'alcool et de brasserie actuelles en République populaire de Chine utilise la dénomination « Du Kang ».